# Gilbertiodendron aylmeri
Gilbertiodendron aylmeri är en ärtväxtart som först beskrevs av John Hutchinson och John McEwan Dalziel, och fick sitt nu gällande namn av J.Leonard. Gilbertiodendron aylmeri ingår i släktet Gilbertiodendron och familjen ärtväxter. Inga underarter finns listade i Catalogue of Life.